# 克里斯托斯·卡鲁佐斯
克里斯托斯·卡鲁佐斯（希臘語：χρήστος καρούζος；1900年3月14日—1967年3月30日）是一位希腊考古学家和著名作者，对希腊考古学做出了卓越贡献。 他曾担任雅典国家考古博物馆馆长和雅典科学院院士。